# 姚滨

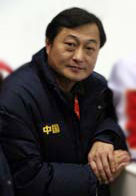
姚滨

姚滨（1957年4月—），中国黑龙江哈尔滨花样滑冰教练。他是申雪/赵宏博、龐清/佟健、張丹/张昊和张悦/王磊的教练。
在1980年和1984年冬季奥林匹克运动会，姚滨与栾波搭档竞争花样滑冰，结果排名最末。
2008年，当选第十一届全国政协委员，代表体育界，分入第四十三组。